# تود دونكان (ممثل)
تود دونكان (بالإنجليزية: Todd Duncan)‏ هو مغني أوبرا ومغني وممثل أمريكي، ولد في 12 فبراير 1903 في الولايات المتحدة، وتوفي بنفس المكان في 28 فبراير 1998.

## وصلات خارجية
- تود دونكان على موقع IMDb (الإنجليزية)
- تود دونكان على موقع ميوزك برينز (الإنجليزية)
- تود دونكان على موقع قاعدة بيانات برودواي على الإنترنت (الإنجليزية)
- تود دونكان على موقع أول ميوزيك (الإنجليزية)
- تود دونكان على موقع ديسكوغز (الإنجليزية)